# مارتین هندرسون
مارتین هندرسون (به انگلیسی: Martin Henderson) (زاده ۸ اکتبر ۱۹۷۴) بازیگر نیوزیلندی است.
از آثار معروف او می‌توان به بازی در مجموعه تلویزیونی آناتومی گری و خانه و دوری، جاده سرخ و فیلم‌های رمزگویان باد، عروس و تعصب و معجزه‌هایی از بهشت اشاره کرد.